# Ventiduesima vittima... nessun testimone
Ventiduesima vittima... nessun testimone (Parole de flic) è un film del 1985 diretto da José Pinheiro.

## Sequel
Per questo film è stato anche realizzato un sequel: si tratta di Ne réveillez pas un flic qui dort (1988), anch'esso diretto da José Pinheiro e interpretato da Alain Delon.